# Liga Ticino
Liga Ticino jest to szwajcarska prawicowa, populistyczna, regionalna partia polityczna działająca w kantonie Ticino. Partia została założona w 1991 roku podczas kampanii Flavio Masopolirgo przeciwko nadużywaniu publicznych pieniędzy oraz władzy do politycznych celów. W wyborach parlamentarnych w 1991 roku partia wprowadziła jednego posła do parlamentu oraz 5 posłów do rad kantonów.
W wyborach w 2003 roku partia ponownie wprowadziła jednego posła do parlamentu natomiast w 2005 roku wyborach samorządowych partia otrzymała 0,5% poparcia w wyborach do parlamentu kantonów oraz 0,9% samorządów kantonów. W ostatnich wyborach, które odbył się w 2007 roku partia zdobyła 0,5% poparcia i wprowadziła jednego posła do parlamentu. 
Liga Ticino współpracuje politycznie z włoską koalicją Liga Północna.